# 土壤有機質
土壤有機質（SOM）是指土壤內所含的有機物質，這些物質是由處於不同分解階段的植物和動物體殘渣、土壤生物的細胞和組織、以及由土壤生物合成的物質所組成的。土壤有機質對土壤物理和化學性質產生了許多積極影響, 以及土壤提供監管生態系服務的能力。 特別地，土壤有機質的存在被認為是對土壤功能和土壤質量的關鍵。
土壤有機質的積極影響來自一些複雜的，互動的土著因素；土壤有機質對土壤功能影響的非詳盡列表包括與土壤結構，聚集、保水、土壤生物多樣性，污染物的吸收和保留，緩衝能力和養分循環和營養素的儲存。
土壤有機質通過提供陽離子交換位點並作為營養素的儲備，特別是氮（N）礦化中緩慢釋放的磷（P）和硫（S）以及微量營養素。因此，土壤有機質含量與土壤肥力之間存在顯著的相關性。
土壤有機質也是土壤碳（C）的主要匯點和來源。雖然已知土壤有機質的土壤碳含量變化很大，
土壤有機質通常估計含有58％的土壤碳，術語土壤有機碳（SOC）和土壤有機質通常可互換使用，測量的土壤有機碳含量通常用作土壤有機質的代表。土壤代表了地球上最大的土壤碳匯之一，並在全球碳循環中發揮了重要作用。因此，土壤有機質/土壤有機碳動力學和土壤提供生態系統服務的能力碳封存。
土壤有機質在土壤中的濃度通常為大多數高地土壤的總表土質量的1％至6％。上層地層含有少於1％有機質的土壤主要局限於沙漠地區，而低窪濕地的土壤有機質含量可高達90％。含有12-18％土壤有機碳的土壤通常被分類為有機土壤。
它可以分為三個一般池：微生物的活生物量，新鮮和部分分解的殘留物，腐殖質：分解良好的有機物質。 表面植物凋落物通常不作為土壤有機質的一部分。

## 土壤有機質來源
土壤中所含有機物質的主要來源是植物。在森林或草原以及農田中，死亡植物被不同種類的生物體轉化。這個過程涉及幾個步驟，第一個主要是機械的，並且隨著其進行變得更加化學。在分解鏈上起作用的小生物本身是土壤有機物的一部分，形成彼此掠奪並掠奪的生物食物網。
還有其他動物消耗活的植物材料，其殘留物被傳遞到土壤。來自活生物體代謝的產物是土壤有機物質的次要來源，其還包括這些生物體的屍體。一些動物，如蚯蚓，螞蟻和蜈蚣，有助於有機物質的垂直和水平移位。
土壤有機物的其他來源包括植物根系分泌物和木炭。

## 組成的植物殘體
大多數植物殘留物的水含量在60％至90％的範圍內。乾物質由主要由碳，氧和氫組成的複雜有機材料組成。雖然這三種元素構成土壤中有機材料乾重的約92％，但是對於植物的營養也有其它的重要的元素。它們包括氮，硫，磷，鉀，鈣，鎂和一定範圍的微量營養素。
植物殘留物中存在的有機化合物包括：
- 醣類：由碳，氫和氧組成，複雜性範圍從相當簡單的糖到纖維素。
- 脂肪酸：丁酸，硬脂酸，油酸由脂肪酸甘油組成。它們也由碳，氧和氫原子組成。
- 木質素：是形成木材的較老部分的複雜化合物，並且主要還包括碳，氧和氫。它們耐分解。
- 蛋白質：除了碳，氫和氧以及少量的硫，鐵和磷之外還含有氮。[8]
- 木炭：是源自有機物不完全燃燒的元素碳。木炭耐分解。

## 分解
植物殘渣通常不是水溶性的，並且它們不能被植物使用。然而，它們構成了植物營養素來源的原料。分解作為土壤微生物的酶生物化学過程進行，從相同的殘留物獲得必要的能量，並產生適宜的礦物化合物被植物根吸收。有機化合物分解並轉化為礦物（無機）化合物的過程也稱為“礦化”。有機物質的一部分不是礦化的，而是轉化成穩定的有機物質腐殖質。
有機化合物的分解以非常不同的速率進行，取決於它們的性質。從快到慢的排名如下。
1. 糖、澱粉和簡單蛋白質。
2. 蛋白
3. 半纖維素
4. 纖維素
5. 木質素和脂肪。

發生的反應可以包括在三組中的一組中：
- 酶氧化，產生二氧化碳，水和熱。它影響材料的體積或主要部分。
- 主要元素，氮，硫，磷通過一系列特定反應釋放和礦化。
- 抗微生物作用的化合物通過修飾原始化合物或通過微生物合成新化合物形成腐殖質。[8]

礦物成品清單如下：
| 元件 | 礦物最終產品                               |
| ---- | ------------------------------------------ |
| 碳   | CO2, CO32−, HCO3−, CH4, C                  |
| 氮   | NH4+, NO2−, NO3−, N2 (gas)                 |
| 硫   | S, H2S, SO32−, SO42−, CS2                  |
| 磷   | H2PO4−, HPO42−                             |
| 其他 | H2O, O2, H2, H+, OH−, K+, Ca2+, Mg2+, etc. |

## 腐殖質
當植物材料經歷分解時，形成一些抗微生物化合物。這些包括改性的木質素、油、脂肪和蠟。其次，合成一些新的化合物，如多醣和多元醇。這些材料形成腐殖質的基礎。在這些化合物和一些蛋白質和其它含氮產物之間發生新反應，從而摻入氮並避免其礦化。其他營養素也以這種方式保護免於礦化。

### 腐殖質分類
根據在酸和鹼中的溶解度，還有與穩定性有關的分為三組。
- 糠酸：是含有具有最低分子量，並且溶於酸和鹼並且易受微生物攻擊的材料的基團。
- 腐殖酸：基團含有中等分子量，可溶於鹼，但不溶於酸，中等抗微生物攻擊的中間體材料。
- 腐黑物：是具有最高分子量，顏色最深，不溶於酸和鹼，並且具有最強抗微生物攻擊性的材料的通用名。[8]